# Unprotected
Unprotected er en amerikansk stumfilm fra 1916 af James Young.

## Medvirkende
- Blanche Sweet som Barbara King.
- Theodore Roberts som Rufus Jamison.
- Ernest Joy som John Carroll
- Tom Forman som Gordon Carroll.
- Walter Long som Joshua Craig.